# Ужин трёх императоров
Ужин трёх императоров (фр. Dîner des trois empereurs) — банкет, проведённый в кафе Англе в Париже 7 июня 1867 года. Он состоял из 16 блюд с восемью винами, которые подавались в течение восьми часов.

## Предыстория
Ужин трёх императоров был приготовлен шеф-поваром Адольфом Дюглере, учеником Мари Антуан Карема, по просьбе короля Пруссии Вильгельма I, который часто посещал кафе во время Всемирной выставки. Он попросил накрыть памятный стол для себя и своих гостей, царя России Александра II, а также его сына цесаревича (позже ставшего царем Александром III) и Отто фон Бисмарка, не жалея при этом средств.
Название «Ужин трёх императоров» является несколько некорректным и, по-видимому, было применено задним числом, поскольку в то время только Александр II носил титул императора. Вильгельм I не был кайзером (императором) до 1871 года, а Александр III взошёл на императорский российский престол только в 1881 году после того, как был убит его отец.
Мастеру погреба Клаудиусу Бурделю было поручено сопровождать блюда лучшими винами мира. Он выбрал мадеру, херес, бургундское, четыре бордо и шампанское Cristal Roederer в специальной бутылке из хрусталя, чтобы царь Александр мог любоваться пузырьками и золотым цветом.
Банкет состоял из 16 блюд с восемью винами, которые подавались в течение восьми часов. Стоимость обеда составляла 400 франков на человека (более 9000 евро в ценах 2023 года). Высокая цена подаваемых вин способствовала высокой стоимости обеда.
Сообщается, что в час ночи царь Александр пожаловался, что в меню не было фуа-гра. Дюглере объяснил, что во французской кухне не принято есть фуа-гра в июне. Царь был удовлетворён ответом. В октябре следующего года каждому императору прислали в подарок террин из фуа-гра.
Стол, использованный для банкета, и копия меню сегодня выставлены в ресторане «La Tour d’Argent» («Серебряная башня») в Париже.

## Меню
16 блюд меню включали:
- Potage impératrice — состоит из куриного бульона, загущенного тапиокой и заправленного яичными желтками и сливками, к которому добавляются вареные кружочки куриного фарша, петушиные гребешки, петушиные почки и зелёный горошек[6].
- Potage Fontanges — пюре из свежего гороха, разбавленного консоме с добавлением шифонада щавеля и веточек кервеля[7].
- Soufflé à la Reine — куриное суфле с трюфелями[7]
- Sauce vénitienne — соус из белого вина, эстрагонового уксуса, лука-шалота и кервеля, заправленный маслом и украшенный нарезанным кервелем и эстрагоном[6].
- Selle de mouton purée Bretonne — седло барашка с пюре из бобов, перемешанных с бретонским соусом[7].
- Poulet à la portugaise — целая курица, обжаренная с покрытием из пасты адобо, состоящей из помидоров, красного сладкого перца, чеснока, душицы, паприки, кайенского перца, коричневого сахара, лимонного сока, белого вина, куриного бульона и оливкового масла, фаршированная рисом с томатами[6].
- Pâté chaud de cailles — тёплый паштет из перепелов.
- Homard à la Parisienne — лобстер, приготовленный в бульоне, нарезанный ломтиками и глазированный заливным, с гарниром из томатов, фаршированных маседуаном из овощей, заправленный смесью майонеза и холодца и украшенный нарезанным трюфелем.
- Canetons à la rouennaise — блюдо из жареного фаршированного утенка. Ножки и грудки удаляются, ножки обжариваются на гриле, а грудки нарезаются тонкими ломтиками и располагаются вокруг начинки. Оставшуюся тушку прессуют в прессе для птицы, чтобы извлечь все соки, и добавляют к руанскому соусу, которым поливают нарезанную утку[6]. (Это блюдо сегодня является фирменным блюдом ресторана La Tour d'Argent.)[8]
- Ortolans sur canapés — садовая овсянка (в наши дни — охраняемый в Европе вид) на тосте.
- Aubergines à l’espagnole — блюдо из баклажанов, наполненных нарезанной мякотью баклажанов, помидорами и ветчиной, а также запеченным сыром грюйер.
- Cassolette princesse (оно же Cassolette argenteuil) — кассуле с картофелем дюшес и начинкой из спаржи в сливочном соусе[7].
- Bombe glacée — десерт из мороженого[7].

— Источник:

## Воссоздание
Австралийский шеф-повар Шеннон Беннетт попытался воссоздать банкет в 2002 году. На планирование ушло шесть месяцев и потребовались некоторые изменения из-за отсутствия основных ингредиентов и вин. Даже с использованием ближайших современных эквивалентных ингредиентов и вин стоимость трапезы составила 7500 долларов на человека. В 2003 году Australian Broadcasting Corporation показала документальный фильм «Ужин трёх императоров» об оригинальном банкете и его современном воссоздании.

## Галерея

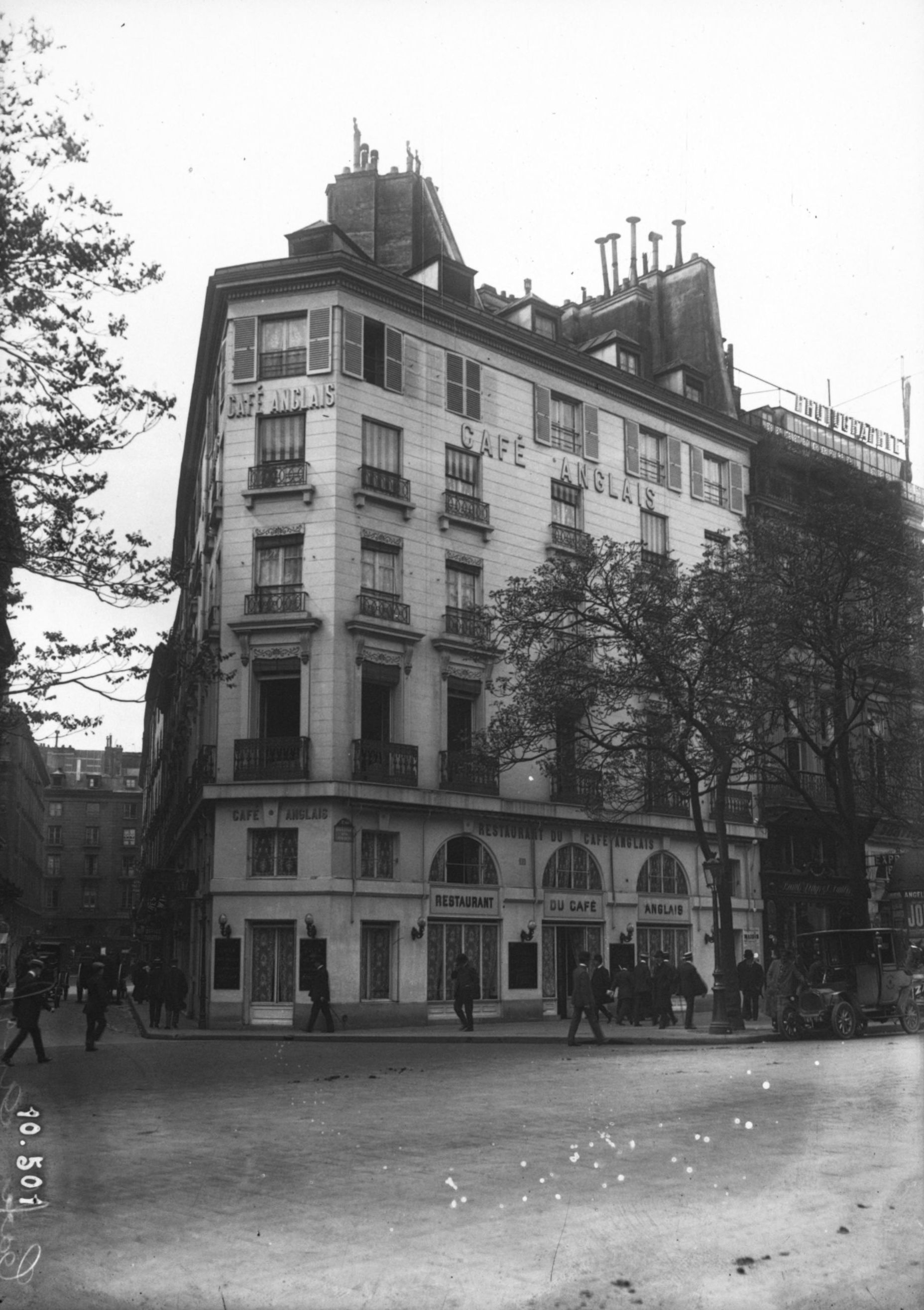
Кафе Англе в 1913 году
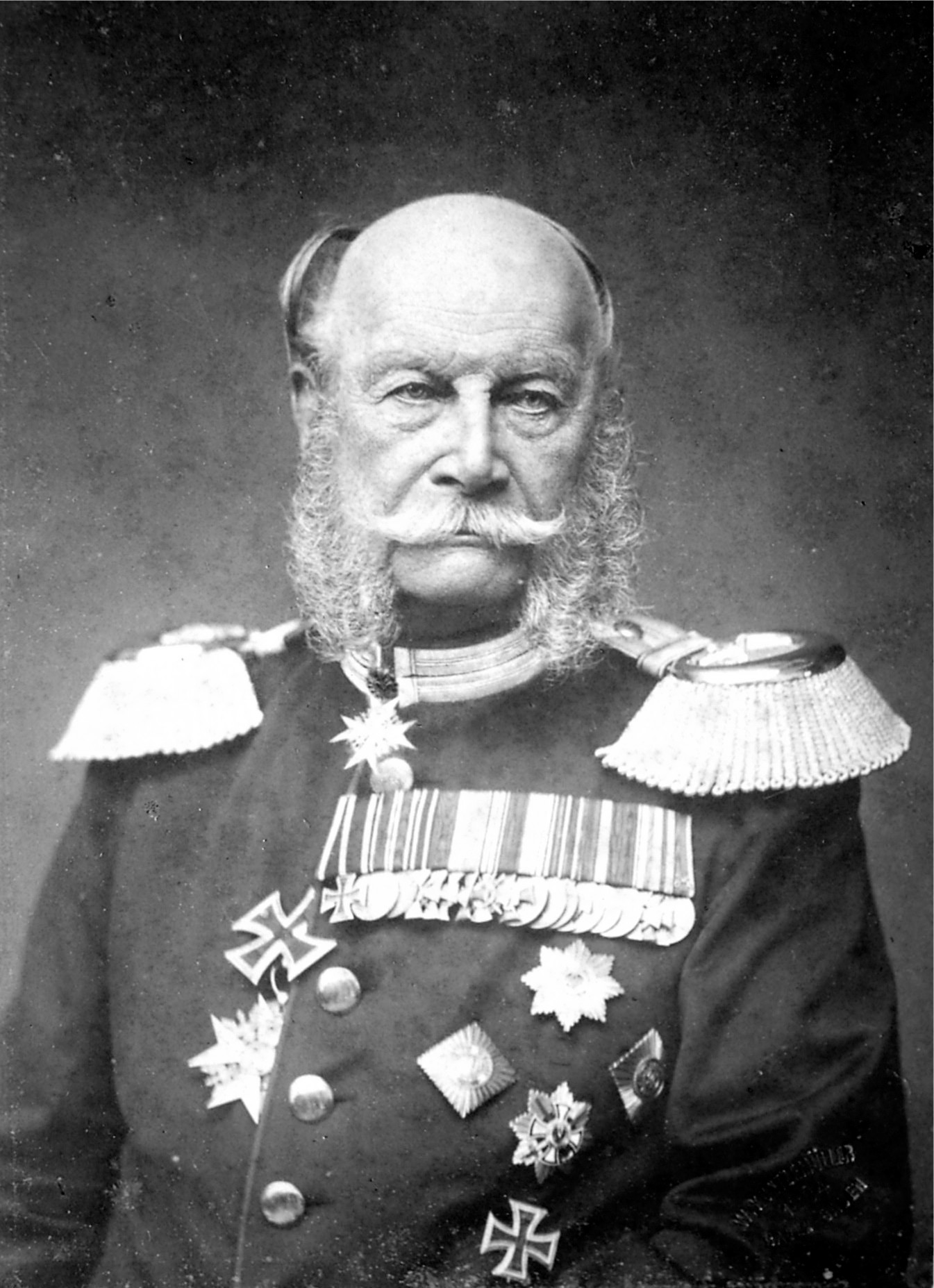
Король Пруссии Вильгельм I
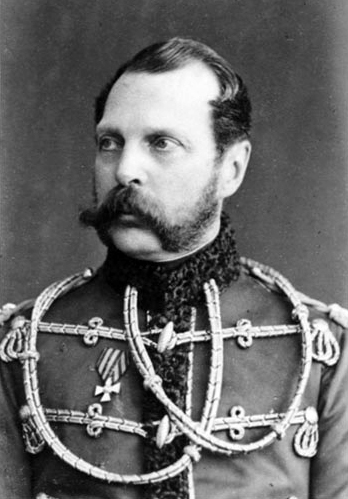
Русский царь Александр II
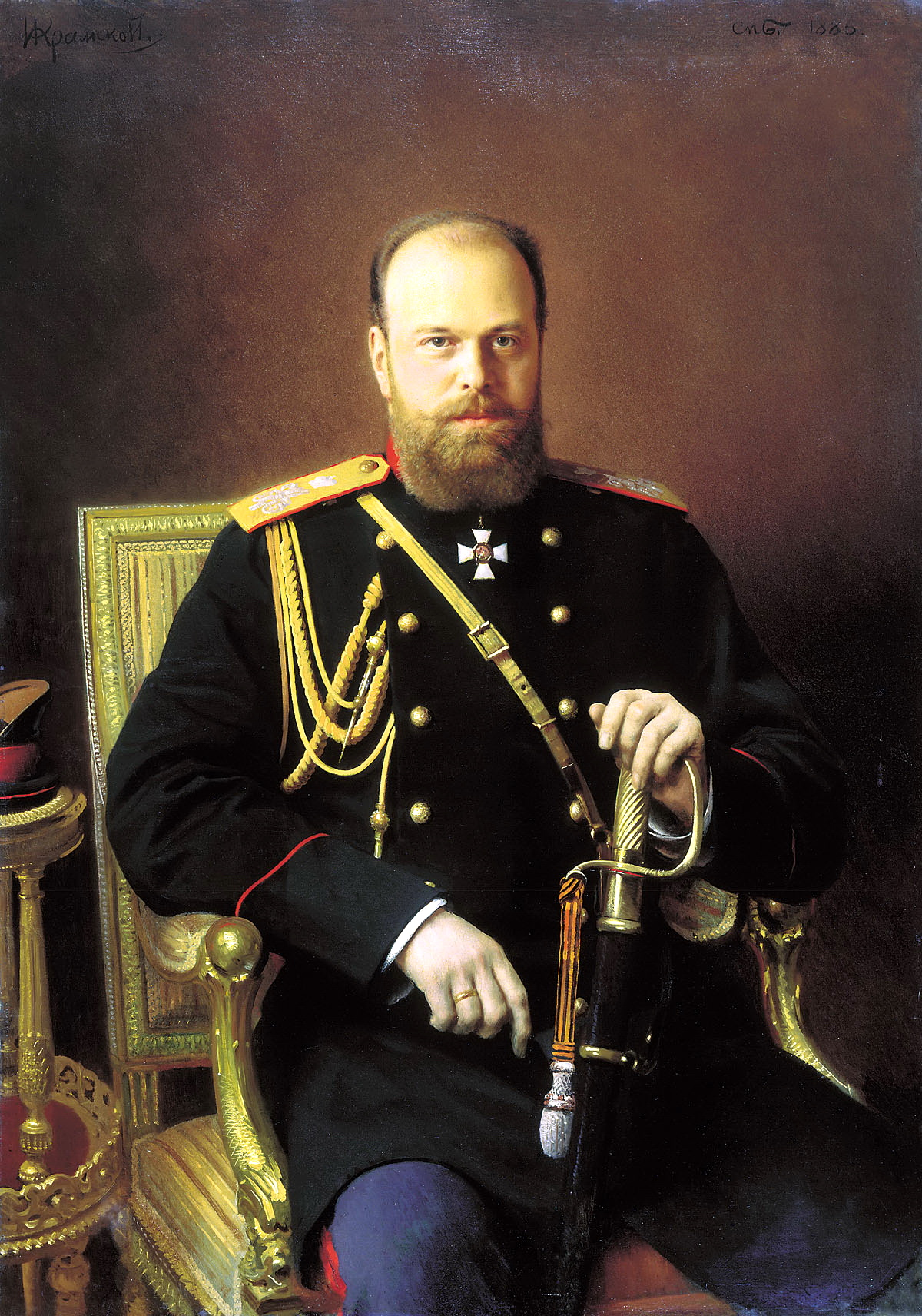
Цесаревич Александр (позже Александр III)
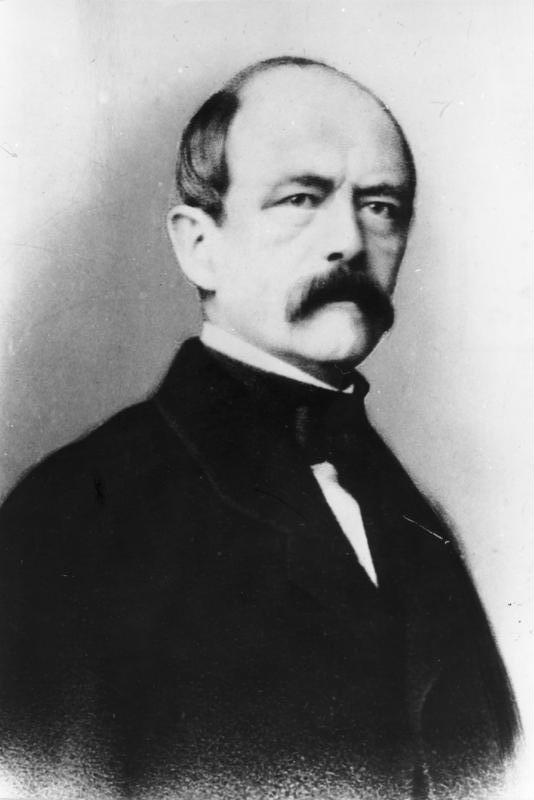
Отто фон Бисмарк